# Gołowierzchy
Gołowierzchy – wieś w Polsce położona w województwie lubelskim, w powiecie łukowskim, w gminie Trzebieszów.
| SIMC    | Nazwa                | Rodzaj    |
| ------- | -------------------- | --------- |
| 0692877 | Hanoneja             | część wsi |
| 0692883 | Kolonia Gołowierzchy | część wsi |
| 0692890 | Przycz               | część wsi |
| 0692908 | Zawólcze             | część wsi |

W latach 1975–1998 miejscowość administracyjnie należała do województwa siedleckiego.
Wieś stanowi sołectwo w gminie Trzebieszów. Według Narodowego Spisu Powszechnego z roku 2011 wieś liczyła 293 mieszkańców.
Gołowierzchy mają swój klub sportowy, grający w B-klasie, który składa się z ochotniczej straży pożarnej i rolników. Znani są pod nazwą Płyta Gołowierzch.
Wierni Kościoła rzymskokatolickiego należą do parafii Dziesięciu Tysięcy Rycerzy Męczenników w Trzebieszowie lub do parafii Najświętszej Maryi Panny Królowej Polski w Zembrach.